# سلسفي مفتوق الأوراق
السلسفي المفتوق الأوراق (باللاتينية: Scorzonera laciniata) نوع نباتي ينتمي إلى جنس السلسفي من الفصيلة النجمية.